# Кавел (Західна Вірджинія)
Кавел (англ. Covel) — переписна місцевість (CDP) в США, в окрузі Вайомінг штату Західна Вірджинія. Населення — 85 осіб (2020).

## Географія
Кавел розташований за координатами 37°29′27″ пн. ш. 81°19′11″ зх. д. / 37.49083° пн. ш. 81.31972° зх. д. (37.490744, -81.319712).  За даними Бюро перепису населення США в 2010 році переписна місцевість мала площу 0,55 км², уся площа — суходіл.

## Демографія
Згідно з переписом 2010 року, у переписній місцевості мешкали 142 особи в 53 домогосподарствах у складі 38 родин. Густота населення становила 258 осіб/км².  Було 66 помешкань (120/км²).
Расовий склад населення:
| - 95,8 % — білих |

До двох чи більше рас належало 4,2 %. Частка іспаномовних становила 0,0 % від усіх жителів.
За віковим діапазоном населення розподілялося таким чином: 27,5 % — особи молодші 18 років, 62,6 % — особи у віці 18—64 років, 9,9 % — особи у віці 65 років та старші. Медіана віку мешканця становила 34,3 року. На 100 осіб жіночої статі у переписній місцевості припадало 108,8 чоловіків;  на 100 жінок у віці від 18 років та старших — 98,1 чоловіків також старших 18 років.
За межею бідності перебувало 63,2 % осіб, у тому числі 100,0 % дітей у віці до 18 років та 0,0 % осіб у віці 65 років та старших.
Цивільне працевлаштоване населення становило 0 осіб. 